# Libyan Wings

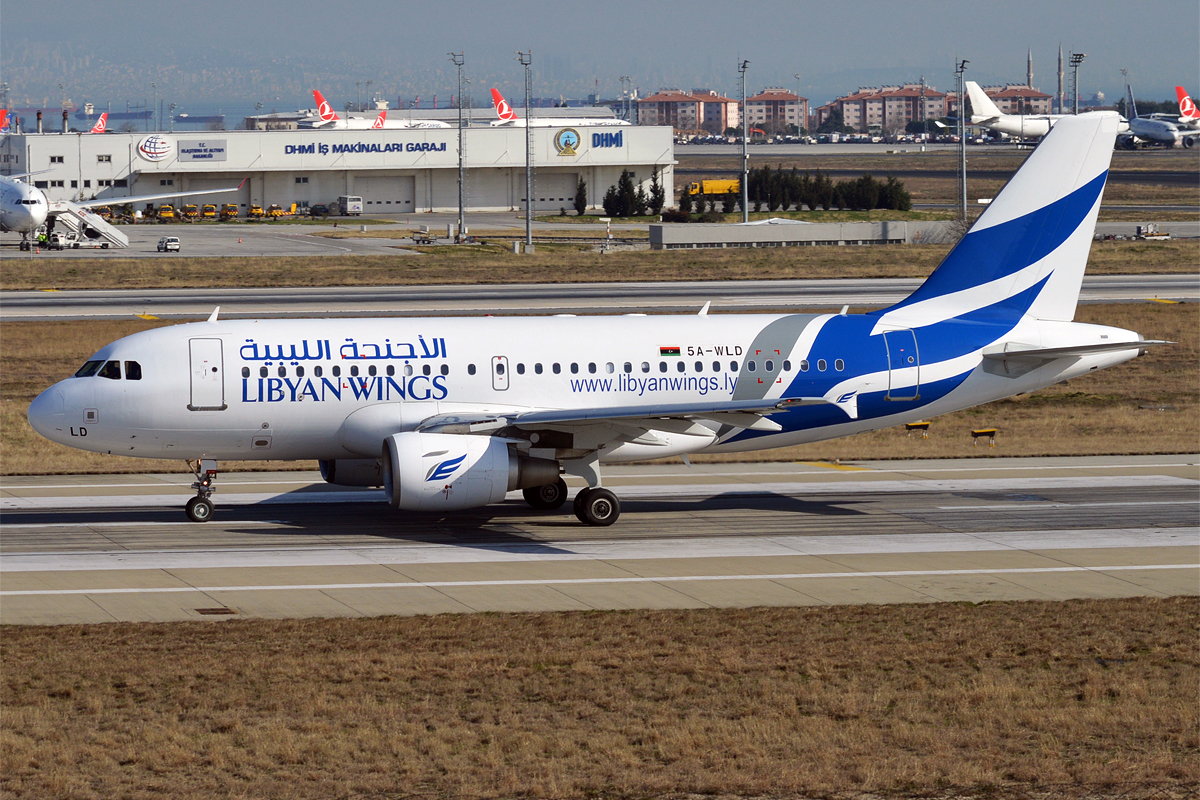
Airbus A319 авиакомпании Libyan Wings (2019 год)

Libyan Wings Airlines Co JSC (араб. شركة الاجنحة الليبية‎), действующая как Libyan Wings (араб. الأجنحة الليبية‎), — ливийская авиакомпания со штаб-квартирой в международном аэропорту Митига (Триполи).
В январе 2020 года компания работала на четырёх регулярных направлениях в Ливии, Тунисе и Турции.

## История
Авиакомпания была основана в 2013 году. В июне того же года профильный интернет-ресурс ch-aviation сообщил о намерениях Libyan Wings начать операционную деятельность в ноябре 2013 года. В том же месяце авиакомпания подписала меморандум о взаимопонимании с концерном Airbus на планируемую закупку трёх самолётов Airbus A350-900 и четырёх Airbus A320neo с планируемой поставкой лайнеров в начале 2014 года.
В мае 2014 года Libyan Wings заключила контракт с дубайской компанией о лизинге двух самолётов Airbus A319, планировав запустить рейсы на них в конце того же года. По причине ухудшения политической обстановки в стране авиакомпания отложила старт маршрутов на более поздний срок.
Для получения сертификата эксплуатанта Libyan Wing должна была выполнить тестовый полёт с пассажирами на борту. Вследствие небезопасной обстановки в районе Триполи компания совершила данный полёт в Турции с представителями Управления гражданской авиации Ливии. Авиакомпания начала операционную деятельность 21 сентября 2015 года, открыв регулярный маршрут между Триполи и Стамбулом. Четырьмя днями позже турецкое правительство потребовало наличия виз у всех граждан Ливии, въезжающих в страну. По этой причине Libyan Wings на несколько дней приостанавливала выполнение рейса в Стамбул.
В октябре 2015 года начали регулярные рейсы в Тунис.
В конце 2016 года меморандум о взаимопонимании с Airbus не был расторгнут, однако запланированные поставки самолётов не осуществлялись.

## Маршрутная сеть
В январе 2021 года маршрутная сеть регулярных перевозок авиакомпании Libyan Wings охватывала следующие пункты назначения:
Ливия
- Триполи — международный аэропорт Митига[13]
- Мисурата — международный аэропорт Мисурата

Тунис
- Тунис — международный аэропорт Тунис-Карфаген (аэропорт)

Турция
- Стамбул — аэропорт Стамбул

## Флот
В январе 2020 года воздушный флот авиакомпании Libyan Wings составляли следующие самолёты:
| Тип самолёта    | В эксплуатации | Заказано | Пассажирских мест | Пассажирских мест | Пассажирских мест | Примечания |
| Тип самолёта    | В эксплуатации | Заказано | C                 | Y                 | Total             | Примечания |
| --------------- | -------------- | -------- | ----------------- | ----------------- | ----------------- | ---------- |
| Airbus A319-100 | 4              | —        | 12                | 108               | 120               |            |
| Всего           | 4              | —        |                   |                   |                   |            |